# Polystichum bulbiferum
Polystichum bulbiferum är en träjonväxtart som beskrevs av Barrington. Polystichum bulbiferum ingår i släktet Polystichum och familjen Dryopteridaceae. Inga underarter finns listade.